# La Frontière des ombres
Pour plus de détails, voir Fiche technique et Distribution.
La Frontière des ombres (en indonésien : Kabut Berduri) est un thriller policier indonésien réalisé par Edwin à partir d'un scénario qu'il a écrit avec Ifan Ismail. Le film, sorti en 2024, met en vedette Putri Marino, Yoga Pratama et Lukman Sardi.
L'histoire est celle d'une détective, jouée par Putri Marino, qui enquête sur une série de meurtres le long de la frontière entre l'Indonésie et la Malaisie. Le film a été publié par Netflix le 1er août 2024.

## Synopsis
Une détective, Sanja, enquête sur une série de meurtres ayant lieu à la frontière entre l'Indonésie et la Malaisie, où elle doit affronter son passé.

## Fiche technique
- Titre original : Kabut Berduri
- Titre français : La Frontière des ombres
- Réalisation : Edwin
- Scénario : Edwin et Ifan Ismail
- Photographie : Gunnar Nimpuno
- Montage : Ahmad Yuniardi et Chonlasit Upanigkit
- Musique : Abel Huray et Dave Lumenta
- Production : Meiske Taurisia et Muhammad Zaidy
- Sociétés de production : Palari Films
- Pays de production : Indonésie
- Langue originale : indonésien
- Format : couleur
- Genre : Thriller
- Durée : 110 minutes
- Dates de sortie[2] :
  - Netflix : 1er août 2024 (internet)

## Distribution
- Putri Marino :  Sanja
- Yoga Pratama :  Thomas
- Lukman Sardi :  Panca Nugraha
- Yudi Ahmad Tajudin (id) :  Bujang
- Yusuf Mahardika (id) :  Silas
- Kiki Narendra (id) :  Agam
- Siti Fauziah (id) :  Umi
- Maryam Supraba (id) :  Lintang
- Sita Nursanti (id) :  Dr. Mei
- Iedil Dzuhrie Alaudin (id) :  James Linggong
- Nicholas Saputra :  commandant de bataillon
- Vonny Anggraini (id) :  Esther

## Production
Le scénario est développé sur la base d'une recherche menée sur la frontière Indonésie-Malaisie à Kalimantan dans les années 2000 par l'anthropologue indonésien Dave Lumenta — également compositeur de la musique du film. En mars 2023, Netflix annonce que la production avait commencé.
Le tournage principal s'est déroulé pendant cinq semaines dans le Kalimantan occidental, en particulier le long de la frontière entre l'Indonésie et la Malaisie, dans le district de Lubok Antu, au Sarawak, en Malaisie, et également à Bogor, au Java occidental. La production a également recruté une équipe et des acteurs locaux.

## Sortie
Netflix présente le film en juin 2024 et il est publié le 1er août 2024.